# Friedrich Springorum

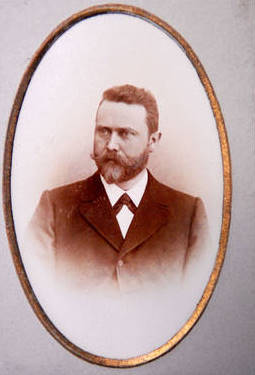
Friedrich Springorum, vor 1897

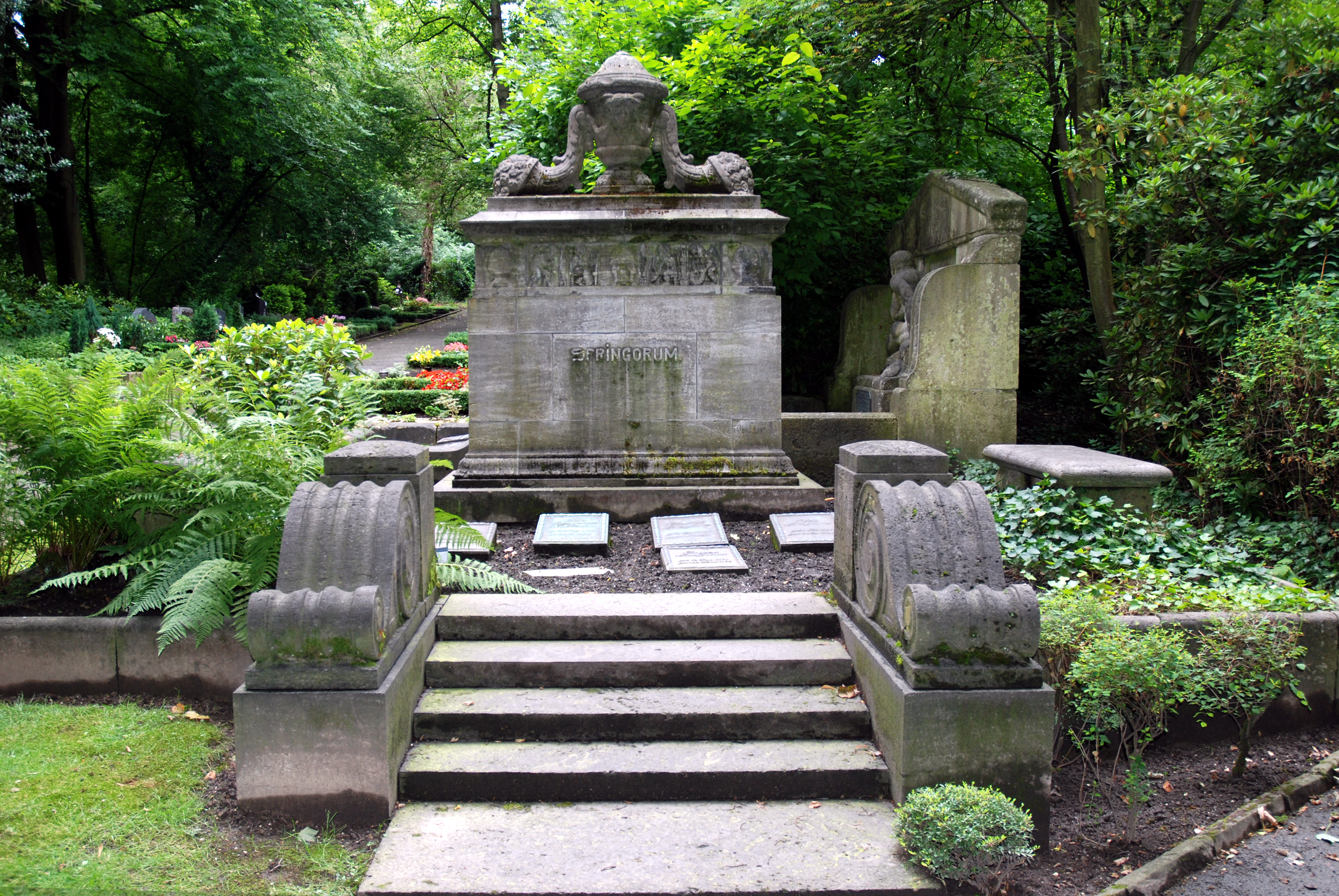
Familiengrab auf dem Ostenfriedhof Dortmund

Friedrich Springorum (* 1. April 1858 in Schwelm; † 16. Mai 1938 in Dortmund) war ein deutscher Ingenieur und Unternehmer.

## Leben
Seit 1896 Vorstandsmitglied, ab 1908 Generaldirektor und Alleinvorstand der Eisen- und Stahlwerke Hoesch AG in Dortmund, war Springorum der bedeutendste angestellte Unternehmensführer der deutschen Stahlbranche vor dem Ersten und Zweiten Weltkrieg. Er agierte verantwortlich auf Augenhöhe der Inhaber-Stahlunternehmer, beispielsweise von Krupp und Thyssen. Springorum leitete Hoesch bis 1921 und war anschließend bis 1933 Aufsichtsratsvorsitzender des Unternehmens. Seine Söhne waren Otto Springorum und Fritz Springorum; Fritz wurde ebenso Aufsichtsratsvorsitzender von Hoesch.
Von 1904 bis 1917 war Friedrich Springorum Vorsitzender und ab 1917 Ehrenvorsitzender des Vereins deutscher Eisenhüttenleute. Darüber hinaus war er unter anderem noch Mitglied im American Iron and Steel Institute, lebenslanges Mitglied des Verwaltungsrates der Helmholtz-Gesellschaft und leitete bis 1936 das Kuratorium des Kaiser-Wilhelm-Instituts für Eisenforschung in Düsseldorf. Von 1917 bis 1937 war er ebenfalls Mitglied des Senats der Kaiser-Wilhelm-Gesellschaft.
1910 wurde er an der RWTH Aachen mit einer Arbeit zum Thema Experimentelle Untersuchungen des Hoeschprozesses promoviert. Springorum war auch Mitbegründer der Gesellschaft der Freunde und Förderer der RWTH Aachen e. V. (ProRWTH), die seit 1925 die Springorum-Denkmünze vergibt.
Am 24. Oktober 1920 wurde Friedrich Springorum „In dankbarer Anerkennung seines unermüdlichen Wirkens für das Zustandekommen und die Förderung der Gesellschaft von Freunden der Aachener Hochschule“ die Ehrenbürgerschaft der RWTH Aachen verliehen. Weiterhin wurde ihm der Ehrentitel eines Kommerzienrates und die Ehrendoktorwürde der TH Breslau und University of Leeds verliehen.
Seit seiner Studienzeit in Aachen war Springorum Mitglied des Akademischen Vereins der Chemiker und Hüttenleute, der sich 1909 zur Akademischen Verbindung Montania und 1920 zum Corps Montania wandelte. 1891 war er dem Verein Deutscher Ingenieure (VDI) und dem Westfälischen Bezirksverein des VDI beigetreten. Darüber hinaus war er politisch tätig und gehörte dem Stadtrat von Dortmund an und war Mitglied des westfälischen Provinziallandtages und seit 1912 des preußischen Herrenhauses.

## Springorum-Denkmünze

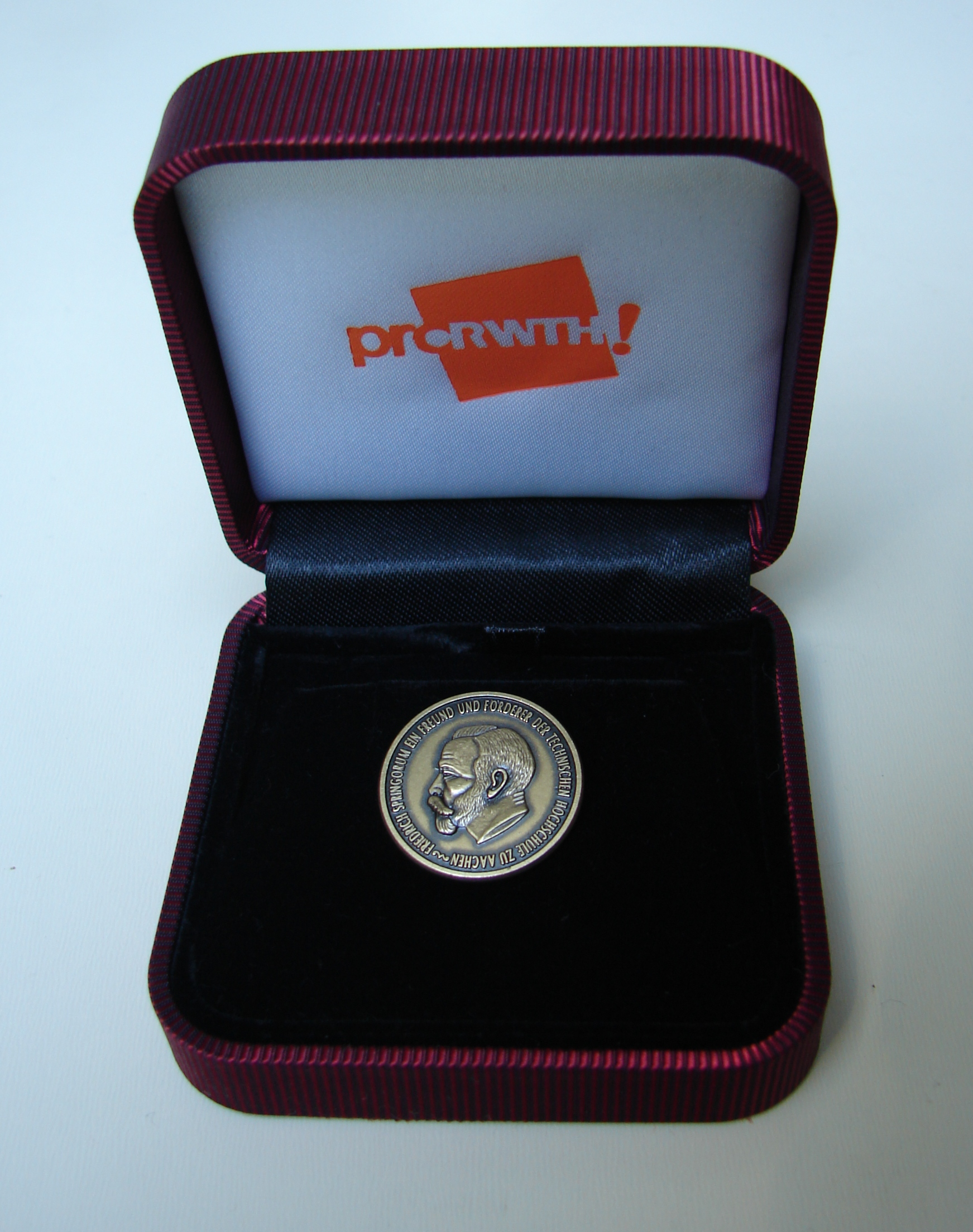
Springorum-Denkmünze

Seit 1925 vergibt der von Springorum gegründete Förderverein ProRWTH gemäß Beschluss seiner Mitgliederversammlung vom 8. August 1925 die nach Friedrich Springorum benannte Gedenkmünze, mit der Diplomanden, Master und Magister eines Jahrgangs ausgezeichnet werden, die ihr Diplom, ihre Master- oder Magisterarbeit, ihre Lehramtsprüfung oder ihr Staatsexamen mit Auszeichnung bestehen. Dies betrifft ferner die besten zehn Prozent der Studierenden eines Jahrgangs je Fakultät, die mittels fakultätsinternem Auswahlverfahren ermittelt werden. Die Springorum-Denkmünze wurde von Friedrich Bagdons aus Dortmund als Bronzemedaille entworfen und zeigt auf ihrer Vorderseite den Kopf von Friedrich Springorum. Auf ihrer Umlaufkante ist eingraviert:  „FRIEDRICH SPRINGORUM EIN FREUND UND FÖRDERER DER TECHNISCHEN HOCHSCHULE ZU AACHEN“. Seit 2006 wird die Anerkennung in Form einer Ehrennadel vergeben.